# 서선 (조선)
서선(徐選, 1367년 ~ 1433년)은 조선의 문신이다. 본관은 이천(利川). 자는 대숙(大叔)·언부(彦夫), 호는 해화당(海華堂)·신당(莘堂).

## 생애
원천석(元天錫)의 문인으로 1393년(태조 2) 문과에 급제하였다. 한성부윤과 충청도·경기도·경상도·전라도 4도의 관찰사를 지내고, 형조·예조·이조의 참판을 역임하였다. 1427년 형조판서에 올랐고, 1431년 좌군 도총제가 되었다. 시호(諡號)는 공도(恭度)다.

## 가족
- 증조부 : 서념(徐恬) - 문하시랑평장사(門下侍郞平章事 정2품 재상)
  - 조부 : 서진(徐璡) - 판내부시사(判內府寺事 정2품 재상)
    - 부 : 서원(徐遠) - 밀직사(密直使 종2품 재상)
    - 모 : 최홍의(崔洪義)의 딸
    - 처부 : 최호(崔浩)
      - 아들 : 서달(徐達 현감)